# آ پوستریوری (آلبوم)
A Posteriori عنوان ششمین آلبوم پروژهٔ موسیقی، انیگما است که در سپتامبر ۲۰۰۶ عرضه شد. در دسامبر همان سال این آلبوم در رشتهٔ بهترین آلبوم سبک عصر نو نامزد جایزهٔ معتبر گرمی ۲۰۰۷ شد تا برای دومین بار این پروژهٔ موسیقی در همین رشته نامزد این جایزه شود.
در حالیکه آلبوم قبلی این گروه، Voyageur شامل حداقل مقدارهای صدایی مخصوص این پروژهٔ موسیقی بود، A Posteriori تنها شامل خصیصهٔ Enigma Horn بود. بوق مشهور انیگما که شیپور اعلام خطر مه گرفتگی است و از اولین آلبوم این پروژه به عنوان امضایی برای انیگما به شمار می‌رود در این آلبوم تنها در طی دقیقهٔ آغازین آلبوم آن هم در مدت زمانی بسیار اندک قادر به شنیده شدن است. متقارن با شرح برخورد کهکشان‌های راه شیری و آندرومدا در این آلبوم، A Posteriori در مقایسه با آلبوم‌های پیشین این پروژه طاقت فرسا و بیمناک است.

## بررسی کلی

### تاریخچه
اخبار مربوط به عنوان این آلبوم و لیست آهنگ‌ها نخستین بار در ۱۸ ژوئیه ۲۰۰۶ از طریق صفحهٔ
خبری Crocodile-Music.de و انجمن EnigmaMusic.com منتشر و رویهٔ آلبوم(cover) ده روز
بعد مشخص شد. اولین آهنگی که به همگان معرفی شد Hello and Welcome بود که به عنوان یک
تک آهنگ مستقل در سال ۲۰۰۵ منتشر شد. مدیر انیگما متعاقباً اعلام کرد که نسخهٔ جدید این آهنگ در
آلبوم قرار داده خواهد شد در صورتی که تک آهنگ اصلی و شایستهٔ آلبوم Goodbye Milky Way
خواهد بود.

### ریشه‌یابی واژه
A Posteriori واژه‌ای با ریشهٔ لاتین و به معنی «بعد از حقیقت» است و به آگاهی تجربی اشاره دارد
که منظور، عقیدهٔ معرفت‌شناختی دانش استنتاجی از تجارب پیشین است. به بیان دقیق تر A Posteriori را
می‌توان این گونه معنا کرد:
جریان عمل از مشاهدات یا تجارب به منظور طی کردن به سوی استنباط دلایل ممکن (جریان عمل از مشاهدات
یا تجارب به منظور استنتاج قیاسی زمینه‌های منطقی به منظور باور کردن این که شخصی معین
مرتکب جرمی شده‌است) به بیان ساده‌تر A Posteriori این گونه معنی می‌شود:
باپی بردن از، معلول بعلت، قیاسی
Eppur si muove که بطور متبادل به صورت E pur si muove تلفظ می‌شود واژه‌ای ایتالیایی
به معنای «و همچنان آن حرکت می‌کند» است که توسط گالیله هنگامی که توسط دادگاه روم محکوم به
پس گرفتن عقاید خود در مورد چرخش زمین به دور خورشید شده بود بیان شد.

### فلسفه
مانند همهٔ آلبوم‌های انیگما، A Posteriori یگانگی معمایی را در فلسفهٔ همهٔ آهنگ‌ها منعکس می‌کند. کهکشان‌های آندرومدا و راه شیری و پدیده‌های بین کهکشانی، مفهوم‌های پایه‌ای آلبوم هستند که توسط آهنگ‌هایی چون Dreaming of Andromeda (در رؤیای آندرومدا)، Goodbye Milky Way (خداحافظ
کهکشان راه شیری) بیان می‌شوند تا مفهوم‌های کنایه‌ای را همراه مفاهیم حقیقی بنمایانند. آخرین خط (جمله)
از آخرین آهنگ این آلبوم یعنی Goodbye Milky Way، بلا یا به عبارتی فاجعهٔ اجتناب ناپذیر
برخورد کهکشانی را مجسم می‌کند: In 5 Billion years, Andromeda galaxy will collide with our Milky Way. A new gigantic cosmic world will be born (پنج میلیارد سال بعد کهکشان آندرومدا با کهکشان راه شیری برخورد می‌کند، جهانی کیهانی و عظیم متولد خواهد شد). دانشمندان باور دارند که این تصادم ممکن است به‌طور کلی هویت‌های هر دو کهکشان را از بین برد و کهکشانی بیضی گون را در آن محل ایجاد کند. بدین گونه مایکل کرتو به جملهٔ Goodbye Milky Way یا همان
خداحافظ راه شیری معنا می‌بخشد: Mission is over, Mission is done, I will miss you, Children of the Sun. (مأموریت تمام شده، مأموریت به انجام رسیده، شما را از دست می‌دهم، ای فرزندان خورشید). مضافأ این که
آهنک‌های نخست و نهم شامل متن‌هایی از Carmina Burana می‌باشد.

## لیست آهنگ‌ها
همهٔ آهنگ‌ها به وسیلهٔ مایکل کرتو نوشته، مرتب، اجرا، مدیریت و تهیه شده‌است.
آهنگ‌های ۴ و ۱۲ توسط Louisa Stanley داستان سرایی شده‌اند. صداهای پس زمینه در
آهنگ هشتم به وسیلهٔ Andru Donalds گفته شده‌اند.
همهٔ آهنگ‌ها توسط ۱-۲-۳ Music / Crocodile Music منتشر شده‌اند.
1. «Eppur Si Muove» - مدت: ۳:۳۹
2. «Feel Me Heaven» - مدت: ۴:۵۳
3. «Dreaming of Andromeda» - مدت: ۴:۲۷
4. «Dancing with Mephisto» - مدت: ۴:۲۴
5. «Northern Lights» - مدت: ۳:۳۴
6. «Invisible Love» - مدت: ۵:۰۶
7. «Message from IO» - مدت: ۳:۰۹
8. «Hello and Welcome» (ورژن جدید) - مدت: ۵:۰۷
9. «۲۰٫۰۰۰Miles over the Sea» - مدت: ۴:۲۲
10. «Sitting on the Moon» - مدت: ۴:۲۱
11. «The Alchemist» - مدت: ۴:۴۰
12. «Goodbye Milky Way» - مدت: ۵:۵۶

جدا از آهنگ‌های اصلی آلبوم، ریمیکس‌های اضافی مخصوصی از طریق فروشگاه iTunes عرضه شدند:
- «Eppur Si Muove» - نسحهٔ Tocadisco - مدت: ۶:۳۹
- «Dreaming of Andromeda» - نسخهٔ Jean F. Cochois - مدت: ۷:۲۸
- «۲۰٫۰۰۰ Miles over the Sea» - نسخهٔ Boca Junior - مدت: ۷:۰۷
- «The Alchemist» - نسخهٔ The Alchemist's Vision تهیه شده توسط Ralf Hildenbeutel - مدت: ۷:۱۷

## Private Lounge
نسحهٔ ریمیکس‌شدهٔ آلبوم Private Lounge (یله‌گاه خصوصی) در ۱۸ مارس ۲۰۰۷ از طریق فروشکاه iTunes در آلمان و در ۲۶ مارس در بقیهٔ نقاط اروپا عرضه شد.
- Eppur Si Muove (Tocadisco Remix ۲) - ۶:۱۱
- Feel Me Heaven (Boca Junior Remix) - ۶:۲۴
- Dreaming of Andromeda (Jean F. Cochois Remix) - ۷:۲۹
- Dancing With Mephisto (Boca Junior Remix) - ۵:۲۸
- Northern Lights (Boca Junior Remix) - ۵:۴۱
- Invisible Love (Boca Junior Remix) - ۵:۴۵
- Message from IO (Boca Junior Remix) - ۵:۳۳
- The Alchemist (Christian Geller Remix) - ۶:۵۴
- ۲۰٫۰۰۰Miles Over the Sea (Boca Junior Remix) - ۷:۰۸
- Sitting On the Moon (Boca Junior Remix) - ۵:۳۱
- The Alchemist (The Alchemist's Vision By Ralf Hildenbeutel) - ۷:۱۶
- Goodbye Milky Way (Boca Junior Remix) - ۵:۱۰

## معانی آهنگ‌ها
1. «و همچنان آن حرکت می‌کند» --- جمله‌ای که توسط گالیله هنگامی که توسط دادگاه روم محکوم به پس گرفتن عقاید خود در مورد چرخش زمین به دور خورشید شده بود بیان شد.
2. «ای بهشت! مرا احساس کن» --- ممکن است معنای Heaven در این جا، آسمان باشد.
3. «در رؤیای آندرومدا» --- آندرومدا دو معنای عمدهٔ متفاوت دارد: ۱. نام یکی از صورت‌های فلکی (و هم چنین یک کهکشان) ۲. در اسطوره‌شناسی یونانی، آندرومدا، دختر زیبای شاه سفوس و ملکه کاسیوپه در جوپای فلسطبن (امروزه اتیوپی) و زن پرسوس بود. Cassiope با بیان اینکه آندرومدا از نریدها (Nereids) زیباتر است، آنان را دلخور کرد و در نتیجه Poseidon یک شکارچی دریا را برای نابود کردن پادشاهی Cepheus فرستاد.[۶]
4. «رقص با شیطان» --- مفیستو، یکی از فرماندهان شیاطین اسطوره‌های مسیحیت است.[۷]
5. «سپیدهٔ شمالی» --- سپیدهٔ شمالی، نمایش رنگارنگ نورهای طبیعی است که گاه در شبانگاه مناطق شمالی کرهٔ زمین دیده می‌شود.[۸]
6. «معشوقهٔ نامرئی» ---Love به معنی محبت و عشق نیز می‌باشد که بهتر است در این جا از معشوقه، استفاده شود.
7. «پیام یو» --- در اسطوره‌شناسی یونانی، یو، دختر باکره‌ای بود که زئوس (رئیس خدایان یونانی) به او علاقه داشت و توسط زئوس به یک ماده گوساله تبدیل شد تا یو از خشم و حسادت همسرش، هرا، فرار کند.[۸]
8. «سلام و خوش آمدی»
9. «نشسته روی ماه» --- باید به این نکته توجه داشت که sit on به معناهای «کار کردن در» و «جزئی از چیزی بودن» نیز می‌باشد.[۸]
10. «۲۰٫۰۰۰ مایل روی دریا» --- هر مایل برابر ۵۶۰۹ فوت یا تقریباً ۱۶۰۹ متر است.[۸]
11. «کیمیاگر»
12. «خداحافظ کهکشان راه شیری» --- راه شیری نام کهکشانی است که ما هم‌اکنون در آن ساکنیم. نکتهٔ قابل توجه در اینجا این است که در شعر، Milky Way به معنای پستان زن نیز است. به همین دلیل شاید بتوان مفهومی کنایی را نیز یه این آهنگ ربط داد.[۴]

## جدول آماری
| مناطق دنیا                          | رتبه |
| ----------------------------------- | ---- |
| اروپا                               | ۳۲   |
| یونان                               | ۳    |
| USA Billboard Top Electronic Albums | ۳    |
| هلند                                | ۸    |
| ترکیه                               | ۸    |
| آلمان                               | ۱۶   |
| اتریش                               | ۱۷   |
| هلند                                | ۲۴   |
| مجارستان                            | ۲۴   |
| پرتغال                              | ۲۷   |
| ایتالیا                             | ۳۲   |
| جمهوری چک                           | ۳۴   |
| اسلواکی                             | ۳۵   |
| لهستان                              | ۴۴   |
| اسپانیا                             | ۸۰   |
| USA Billboard Top ۲۰۰               | ۹۵   |
| فرانسه                              | ۹۸   |